# 고베 공항역
고베 공항역(일본어: 神戸空港駅, こうべくうこうえき 고베쿠코에키[*])은 일본 효고현 고베시 주오구에 있는 고베 신교통 포트 아일랜드 선 (포트 라이너)의 역이다. 역 번호는 P09이다. 고베 공항이 있는 "고베 공항 섬"에 소재하고 있다.

## 역사
- 2006년 2월 2일: 영업 개시.

## 역 구조
섬식 승강장 1면 2선의 고가역이다.
역사는 2층이 대합실, 3층이 승강장이다. 이 공항의 터미널 빌딩은 도로 사이로 인접하고 연결 통로를 통해서 직결된다. 개찰구에서 탑승구까지 최단 거리를 이어주려 하는 유니버설 디자인으로 일체적인 동선이 기도되어 있다. 개찰 내에는 엘리베이터, 에스컬레이터, 다목적 화장실, 자동심장충격기 등이 있다.
본 역의 역 스탬프는 개찰구 창구에 비치되어 있어 누구나 자유롭게 누를 수 있다.
보통은 1번선에서 출발한다.

### 승강장
| 1・2 | 산노미야 방면・나카후토 방면(시민히로바역 환승) |

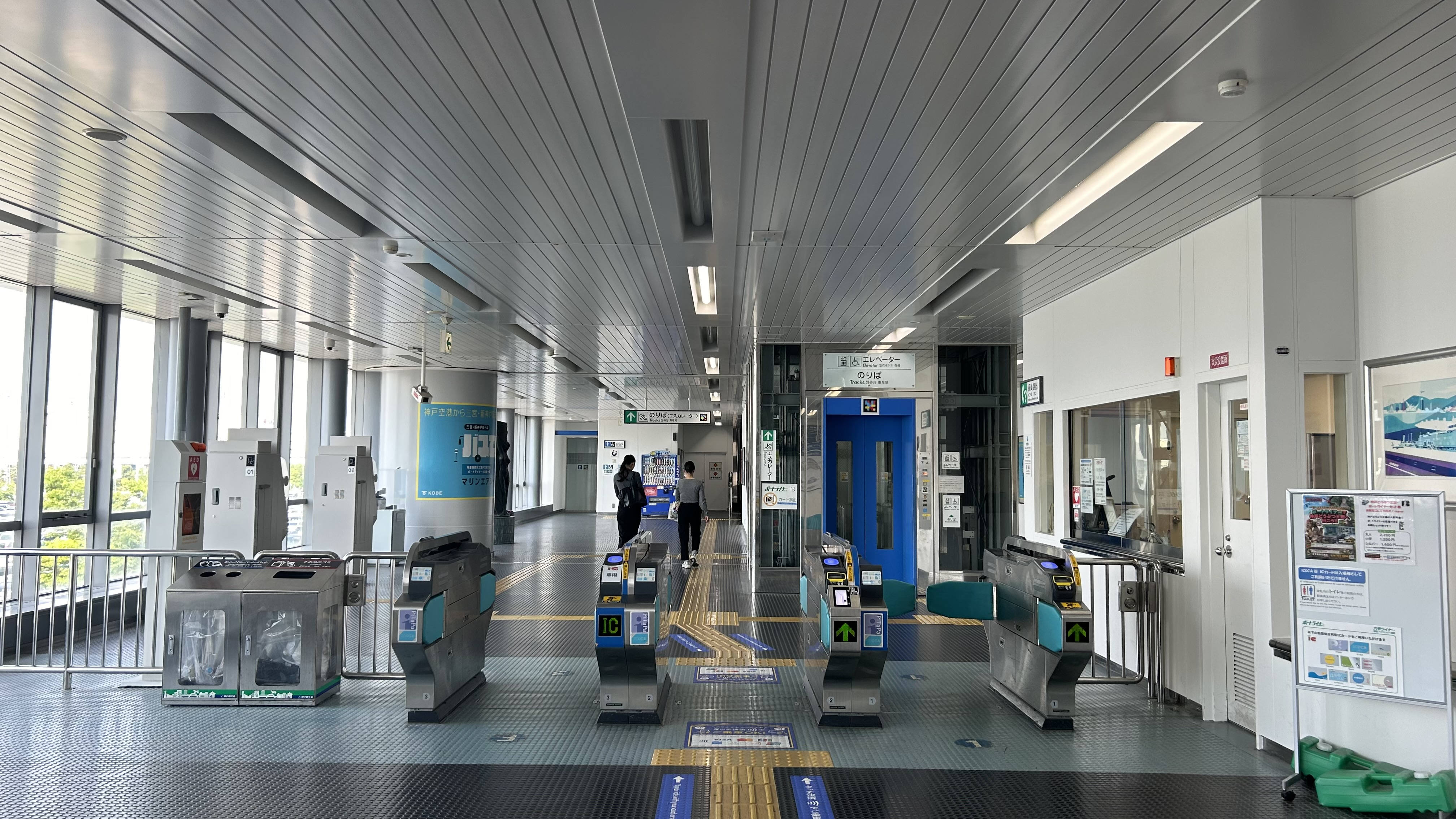
개찰구

### 화장실
화장실은 개찰구 내에 있다.

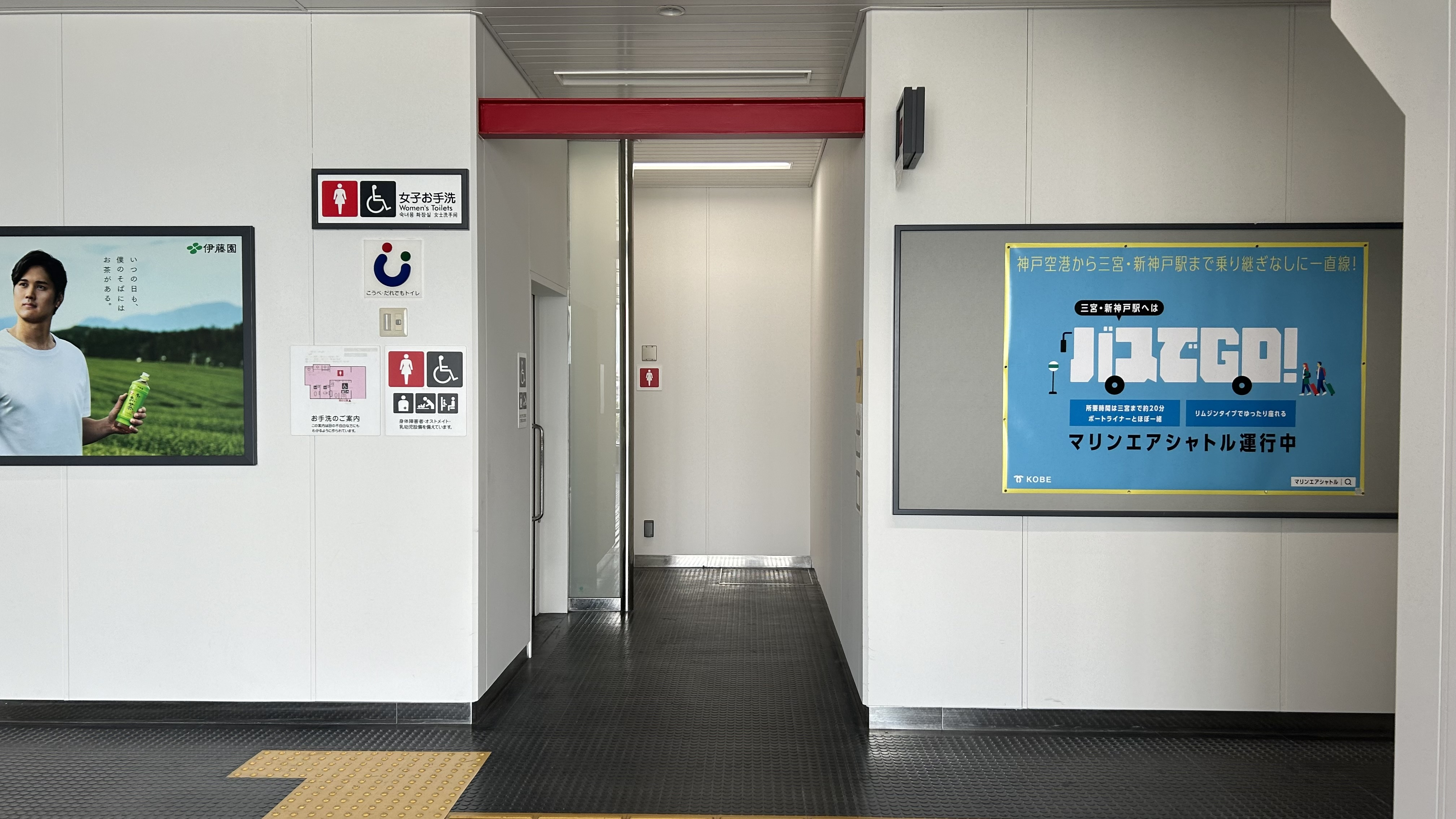
여자 화장실
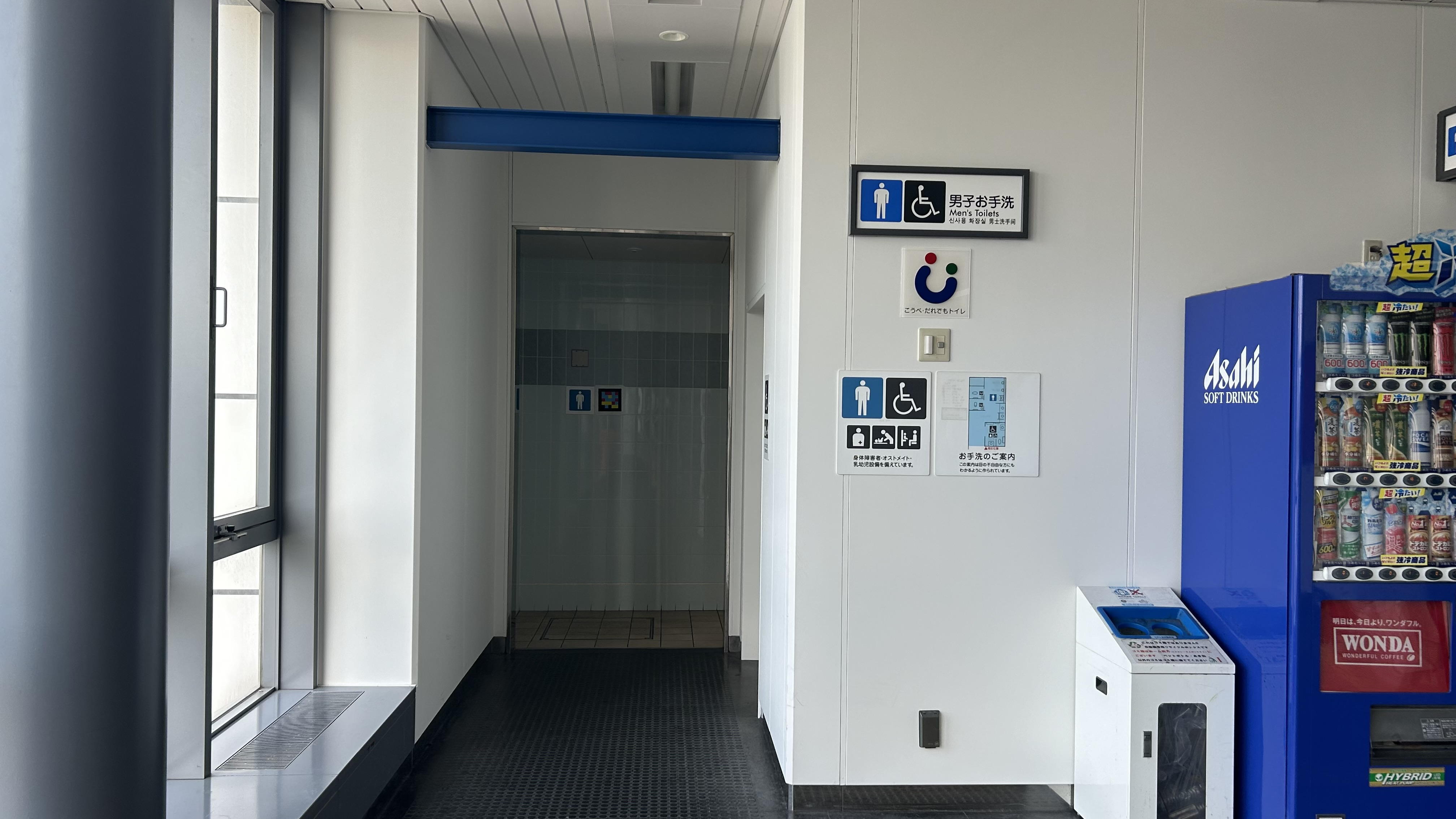
남자 화장실

## 역 주변
본 역 개찰구 층으로 고베 공항 터미널 빌딩(모두 2층)이 연결 통로를 통해서 직결된다.
- 고베 공항
  - 여객 터미널 빌딩
  - 고베 공항 해상 접근 터미널 - 간사이 공항행 고속선 "고베 - 간사이 공항 베이 왕복선"과 유람선이 출도착한다. 버스 정류장에서 송영 버스가 출도착하고 도보로도 접근이 가능하다.
  - 라비 매너 고베 - 공항 내 위치한 결혼식장으로 버스 정류장에서 셔틀 버스가 출도착하고 있다.[4]

## 인접역
| 고베 신교통 ■ 포트 아일랜드선  | 고베 신교통 ■ 포트 아일랜드선 | 고베 신교통 ■ 포트 아일랜드선 |
| ------------------------------ | ----------------------------- | ----------------------------- |
| P08 계산과학센터 산노미야 방면 |                               | 시·종착역                     |

## 같이 보기
- 고베 공항